# Lord of the manor

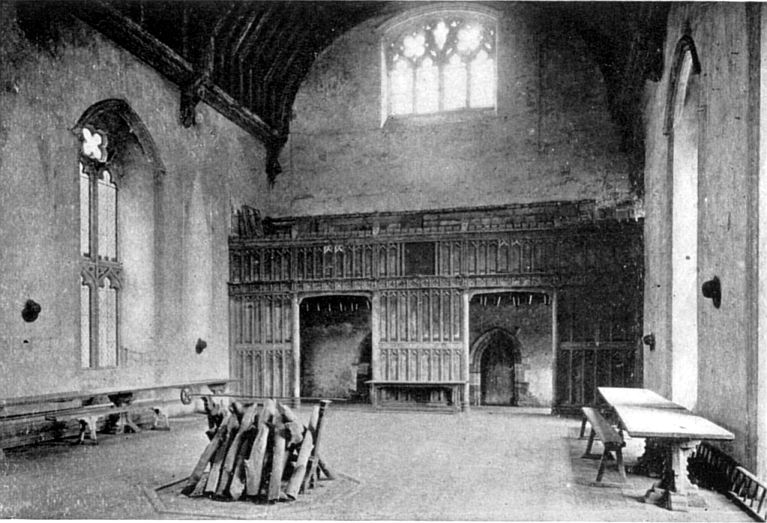
Great hall de Penshurst Place, Kent, lieu privilégié de manifestation de la puissance seigneuriale.

Dans les îles britanniques y compris en Irlande historique, le lord of the manor  (of…)  ou manorial lord , littéralement « seigneur du manoir », en droit féodal français « seigneur de la terre (de …) » est le seigneur féodal. Il détenait une seigneurie ou, autrement dit, un fief. En effet, « manor » avait la même signification ( manor) que fief. Le seigneur y exerçait sa souveraineté, y compris le droit de justice, dans le cadre du droit féodal.

## Terminologie
Le terme anglais de lord of the manor of …, seigneur de la terre de … est quelquefois aussi traduit par « seigneur domanier » ou « seigneur du village ». Le dictionnaire en ligne 'Reverso' le traduit par « châtelain ». Si le contexte féodal est évident, on traduit simplement par « seigneur ». Manor comme mesne (manor dépendant d'un suzerain non royal) dans cet usage est à rapprocher du français « manse » avec qui il partage la même origine latine mancipium ou mansus ( manse) et qui au début du Moyen-Âge était une propriété ou un groupement de propriétés libres.
Le français « manoir » se dit Manor house, parfois manor hall.
Un titre de noblesse semblable serait breyr en gallois, laird en écossais, Gutsherr en allemand, godsherre en norvégien et suédois, ambachtsheer en néerlandais et Signore ou vassallo en italien. En Italie, en particulier dans le royaume de Sicile, avant 1812, le titre féodal signore était souvent utilisé, comme son équivalent anglais,

## Historique

### Le système féodal et son évolution

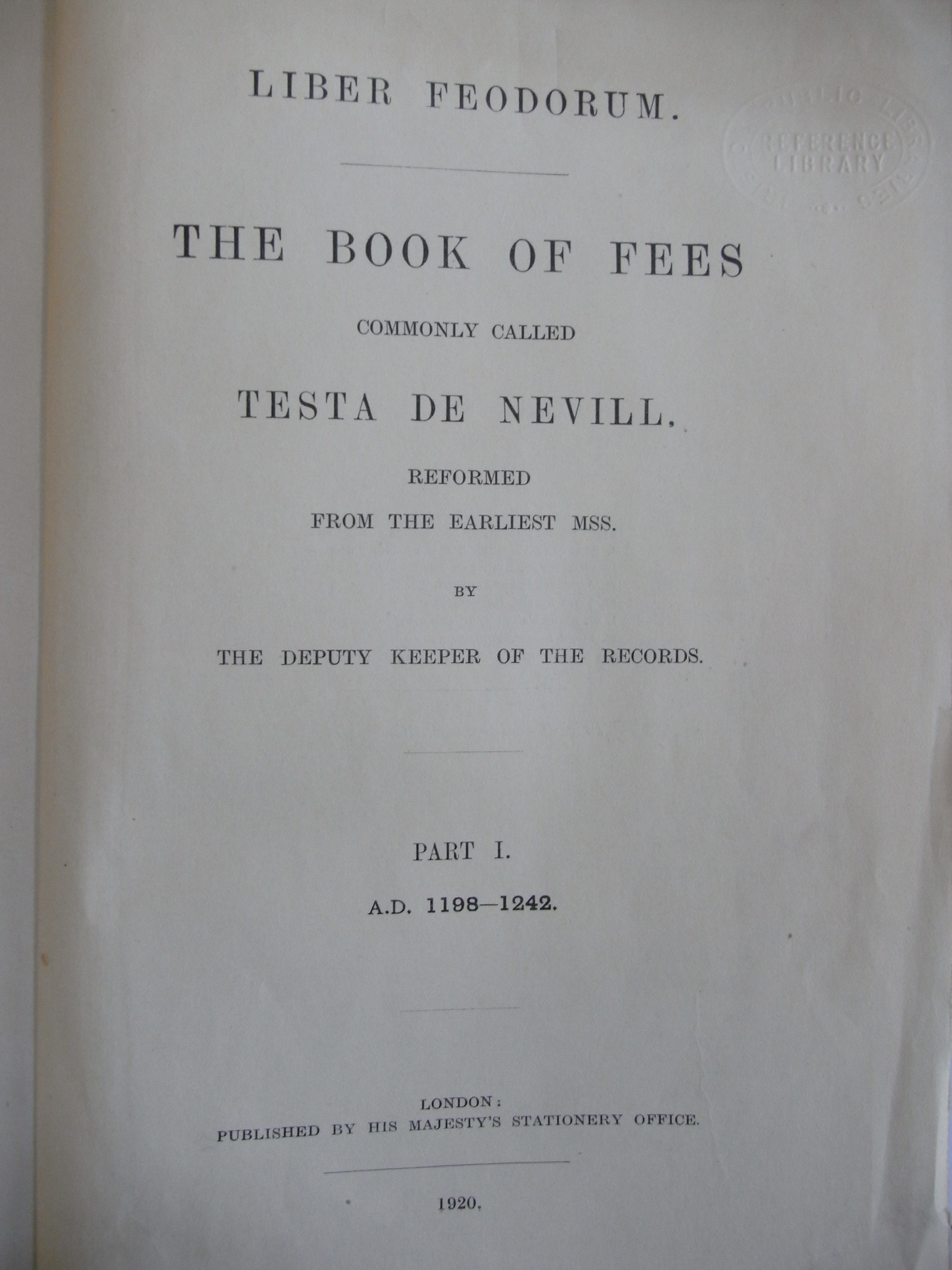
Réédition de 1920 du (Liber feodorum) de 1242. Ce livre recensait les fiefs d'Angleterre.

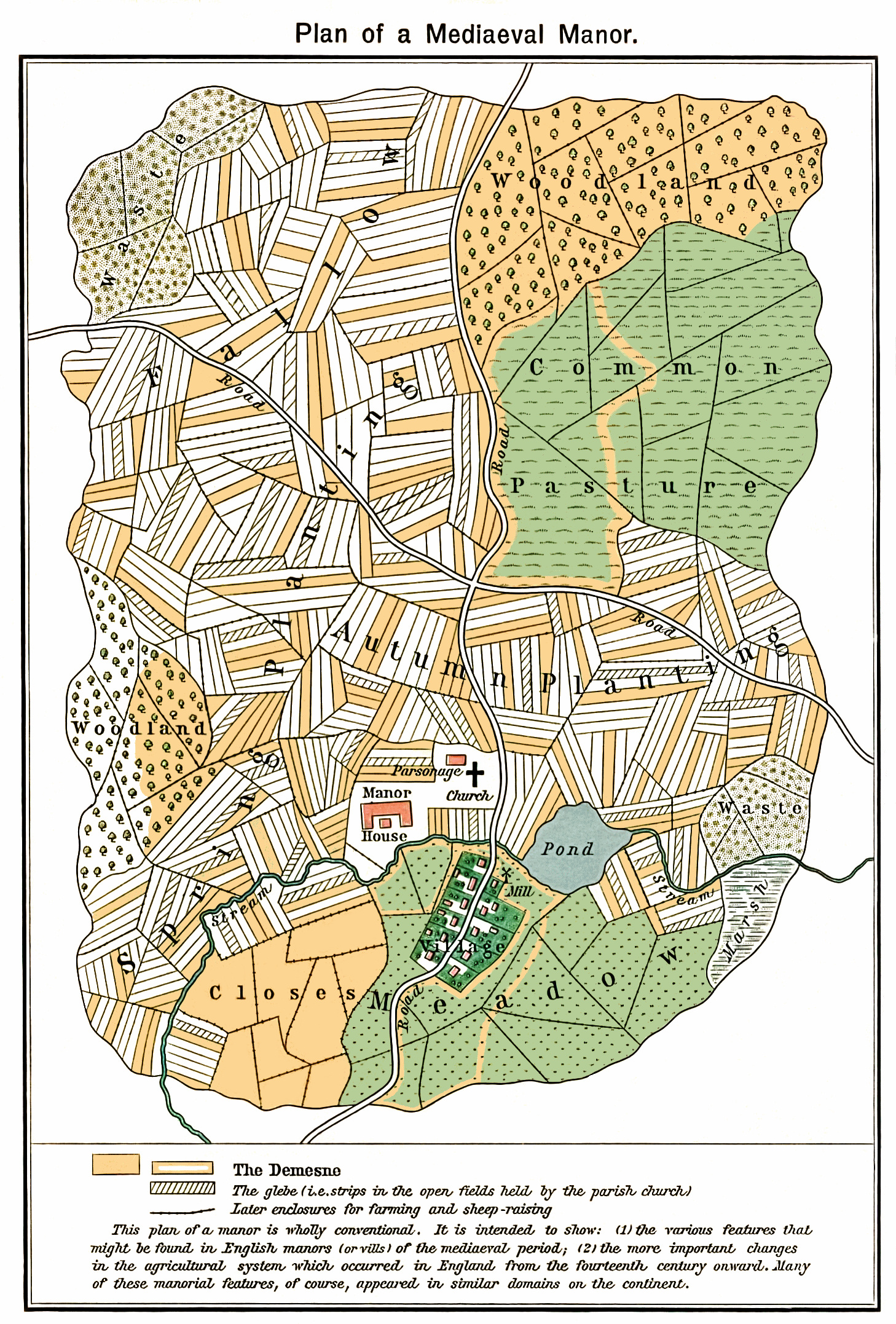
Plan d'un « manor » anglais médiéval, fictif mais réaliste, d'après William R. Shepherd Historical Atlas. Remarquer l'étendue de la glebe et du demesne. Les seuls bâtiments figurés sont le moulin, l'église, le presbytère et la demeure seigneuriale.

Dans le système féodal, bénéficiant des privilèges du seigneur, le lord of the manor vivait du produit des terres de son fief (fee) et du travail de ceux qui y vivaient, les tenanciers : serfs et hommes libres. En échange il assurait leur protection, ce qui signifiait notamment pour les serfs le droit de manger sur les produits de la réserve seigneuriale (qu'ils cultivaient) en cas de besoin. En anglais les tenanciers étaient appelés tenants (Tenant farmer (en)) et le lord of the manor aussi tenant-in-chief s'il tenait sa terre directement du roi (le paramount lord, possesseur de toute la terre d'Angleterre depuis le Conquérant)) ou mesne lord s'il tenait sa terre d'un suzerain (overlord) intermédiaire. Le lord concédait le bénéfice de certaines parcelles (la glebe) à l'église ou à un ordre religieux. Une autre partie du fief, la réserve (en anglais demesne (en)) n'était pas concédée en tenures mais réservée à l'exploitation directe du lord ; celle-ci était effectuée grâce aux corvées exigées des tenanciers sous la surveillance d'un régisseur (reeve) généralement redouté,. Une partie de la réserve qui faisait partie des common lands (biens communaux : bois, chemins, landes, sources, prés, marais) était cependant utilisée par les paysans sous conditions.

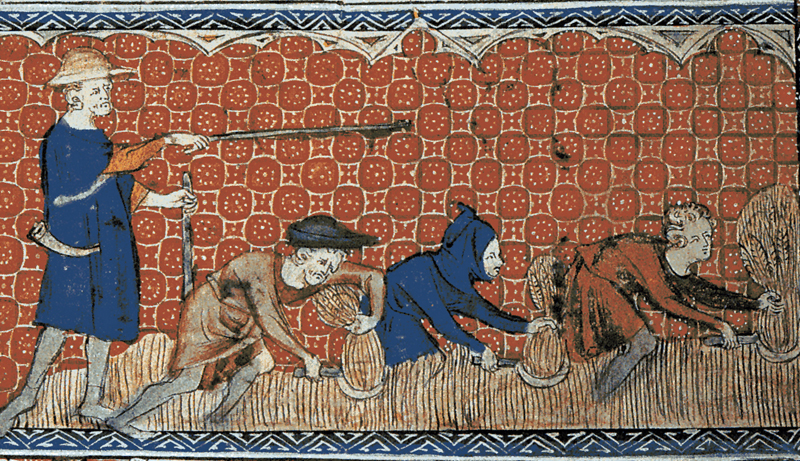
Moisson effectuée par des serfs sous la direction d'un reeve. Enluminure du psautier de la reine Marie, XIVe siècle.

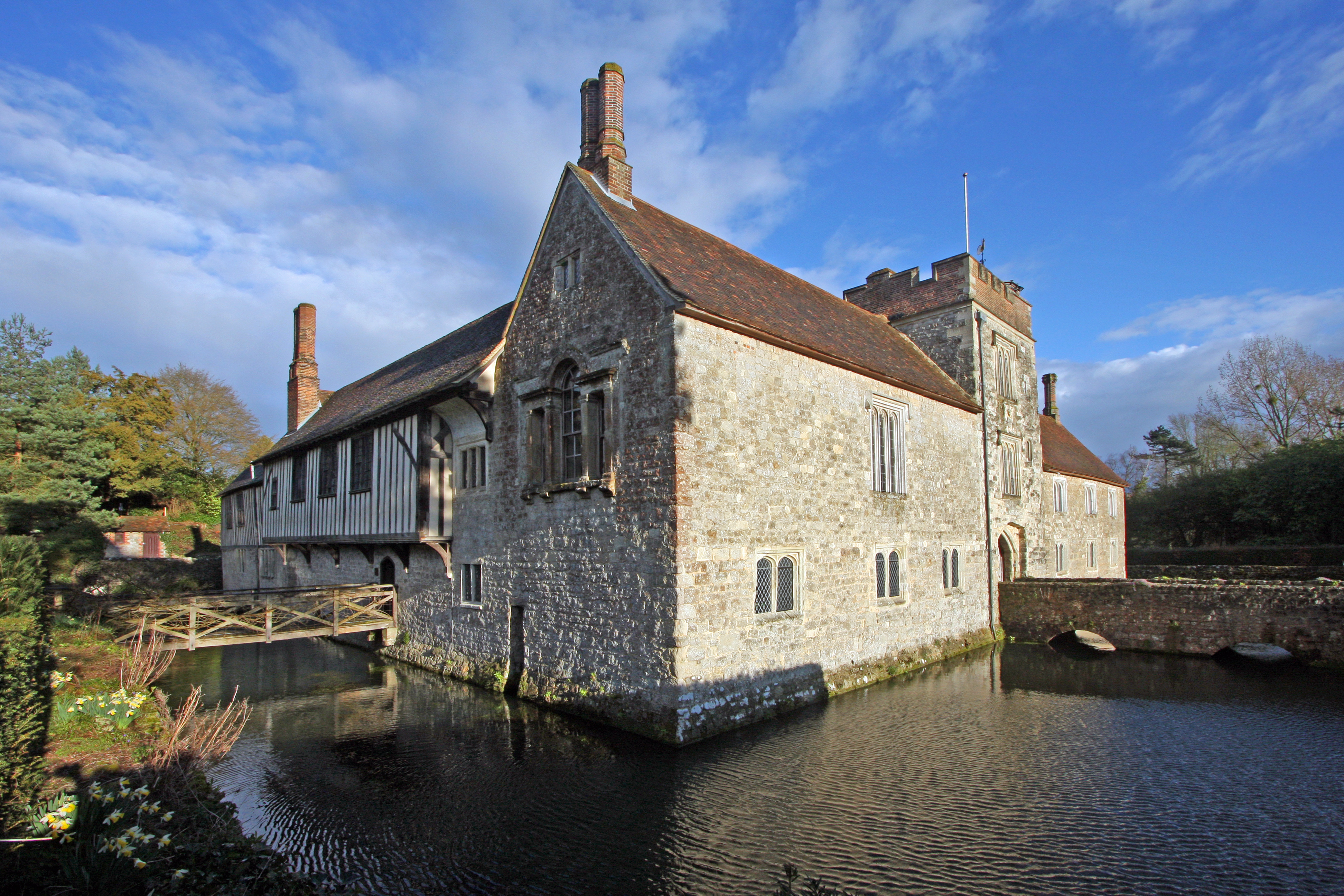
Ightham Mote, manoir (manor house) entouré de douves, du XIVe siècle, à Sevenoaks, Kent, Angleterre.

Le titre de lord of the manor prit son essor après la conquête normande de l'Angleterre, dans un pays au pouvoir alors fort décentralisé, détenu en grande part par des seigneurs territoriaux. Les tenants-in-chief furent admis par Guillaume le Conquérant à siéger au magnum concilium (en), préfiguration du parlement, avec des personnalités de rangs supérieurs (barons, évêques, abbés). Les lords of the manor étaient contrôlés par le shérif, fonctionnaire royal présent dans chaque shire (comté), et chargé notamment de veiller à la bonne rentrée des taxes reversées par les lords. Sous les Plantagenêts, les shires devinrent des counties (même s'ils ont conservés jusqu'à nos jours l'appellation de -shire) contrôlés d'encore plus près par le roi.
Au fil du temps, l’Angleterre voit les pouvoirs se recentrer autour du roi puis du parlement et la puissance de ses seigneurs s’en trouve progressivement diminuée.
De plus, pressurés d'impôts à cause de la guerre de Cent Ans, les tenanciers refusèrent peu à peu d’effectuer la corvée (Révolte des paysans de Wat Tyler …). Face à ce phénomène, les lords durent recourir à de la main d’œuvre salariée pour exploiter leurs terres, et cela, dans un contexte de forte inflation. À partir du règne d'Henri III, le Statute of Merton (en) autorise le lord à disposer de la réserve comme il l'entend, pourvu qu'il reste suffisamment de pâtures communes. Ces dispositions furent vraiment utilisées à partir du règne d'Henri VII ; les éléments cumulés engendreront une baisse des revenus de la seigneurie et expliquent en partie pourquoi bon nombre d’entre eux furent obligés de revendre des parts, parfois importantes, de leur propriété foncière afin de maintenir leur train de vie. Dès lors, les propriétaires nouveaux ou anciens vont dénier aux paysans leurs droits et les expulser (enclosures). Les premiers inclosure acts concernent la réserve seigneuriale et sont notamment défavorables aux serfs. Ils sont ensuite étendus et généralisés notamment par l'Inclosure Act 1773 toujours en vigueur.

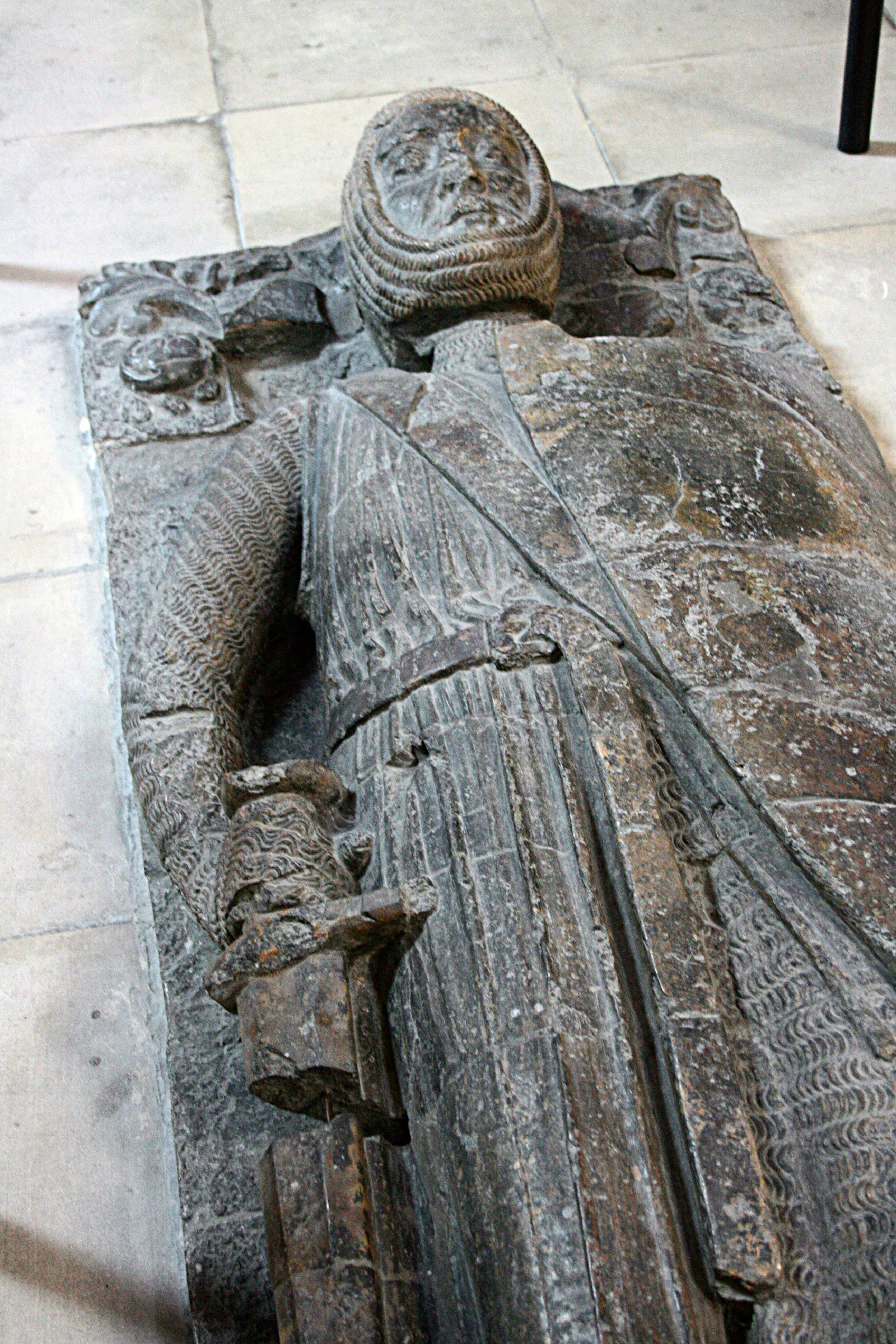
Guillaume le Maréchal, chevalier illustre, devint lord of Cartmel (et comte de Pembroke) par la grâce du roi Henri II. Il y fonda un prieuré.

À côté de cela, les lords of the manor continuèrent à bénéficier de privilèges féodaux tels que le monopole sur les activités de chasse, de pêche, sur l’exploitation des minerais, des bois etc. se trouvant sur le domaine de la seigneurie.

### Situation récente
Actuellement et depuis 1922, en Angleterre, les titres sont toujours attachés à la détention d’une seigneurie mais plus à la possession de la terre qui y est liée. Le lord of the manor d’un fief donné n’en est donc plus forcément le propriétaire foncier. Dissocié de la terre, le titre représente aujourd’hui un héritage incorporel et peut être cédé par son détenteur à la personne de son choix (homme ou femme), même si, traditionnellement, il se transmet de génération en génération au sein de la même famille.
Le lord conserve, lorsqu’ils existent encore, des privilèges et des servitudes sur les terres de la seigneurie, même s’il n’en est plus propriétaire. Il s’agit alors de droits et de devoirs attachés directement au titre et qui subsistent depuis l’époque féodale.
Cependant, ce titre n’équivaut pas à un titre de noblesse. Effectivement, alors que le noble détient sa dignité du roi ou du gouvernement, à titre personnel, celle du lord féodal provient de la terre. Il s’agit donc de deux dignités distinctes de par leur origine et leur histoire. Dans l’Angleterre féodale, tous les titres étaient attachés au sol. Ainsi les titres consentis à partir du Moyen-Âge tardif de lord, baron, baronnet, comte et duc de l’époque n’étaient et ne sont toujours pas des titres de noblesse au sens strict du terme.
En loi moderne, en Angleterre et au pays de Galles, le titre est reconnu comme attaché à la propriété.
Fondé sur la terre, un tel titre demande, pour quiconque désire s’en prévaloir, d'apporter une double preuve :
- Premièrement, le lord doit apporter la preuve de l’existence de sa seigneurie et cela peut se révéler difficile vu que l’Angleterre n’a jamais arrêté une liste exhaustive des seigneuries se trouvant sur son territoire. Le Domesday Book, réalisé en 1086 sur demande du roi Guillaume II d'Angleterre, recense la majorité des seigneuries de l’époque et leur existence n’est jamais contestée. Le book of fees ne faisait pas autorité. Pour les autres, des documents officiels seront à trouver (par exemple, au sein de registres paroissiaux).
- Deuxièmement, le lord doit pouvoir prouver qu’il est bien le propriétaire de cette seigneurie. La traçabilité des précédents propriétaires depuis 1921 est donc indispensable et ne peut connaître de zones d’ombres. Effectivement, d’après la loi, il est prévu qu’une seigneurie sans détenteur retourne automatiquement à la Couronne d’Angleterre. De plus, il n’existe qu’un seul lord of the manor par seigneurie.

Au XXIe siècle, cette exigence de propriété tend à devenir théorique, c'est-à-dire limitée à un château ou un manoir voire seulement historique.
Pour se protéger des faussaires, les lords féodaux s’associent et créent des institutions, telle que la Manorial Society of Great Britain, qui veillent à la protection des intérêts de leurs membres et garantissent l’authenticité de leurs titres. De plus, certains avocats britanniques (sollicitors) sont également spécialisés dans ce domaine.

## Appellation
Ces « lords » sont habituellement appelés comme suit : prénom suivi du nom puis du titre, ou plus simplement, « Lord of … » (nom de leur seigneurie). D'autres appellations plus courtes sont possibles lors d'une discussion, telles que Lord ou My Lord (bien que cela puisse prêter confusion avec les titres personnels). La femme d’un lord féodal, ou lorsque la seigneurie appartient à une femme, est appelée lady of the manor (en respectant le même style de présentation que celle prévue pour les hommes). Cette appellation ne constitue qu'un usage strictement privé sans aucune portée officielle ou publique.
Ces titres sont parfois dénigrés à cause d'arnaques présentent sur internet et proposant de "devenir Lord" pour quelques euros.